# Кар'єр Мурунтау

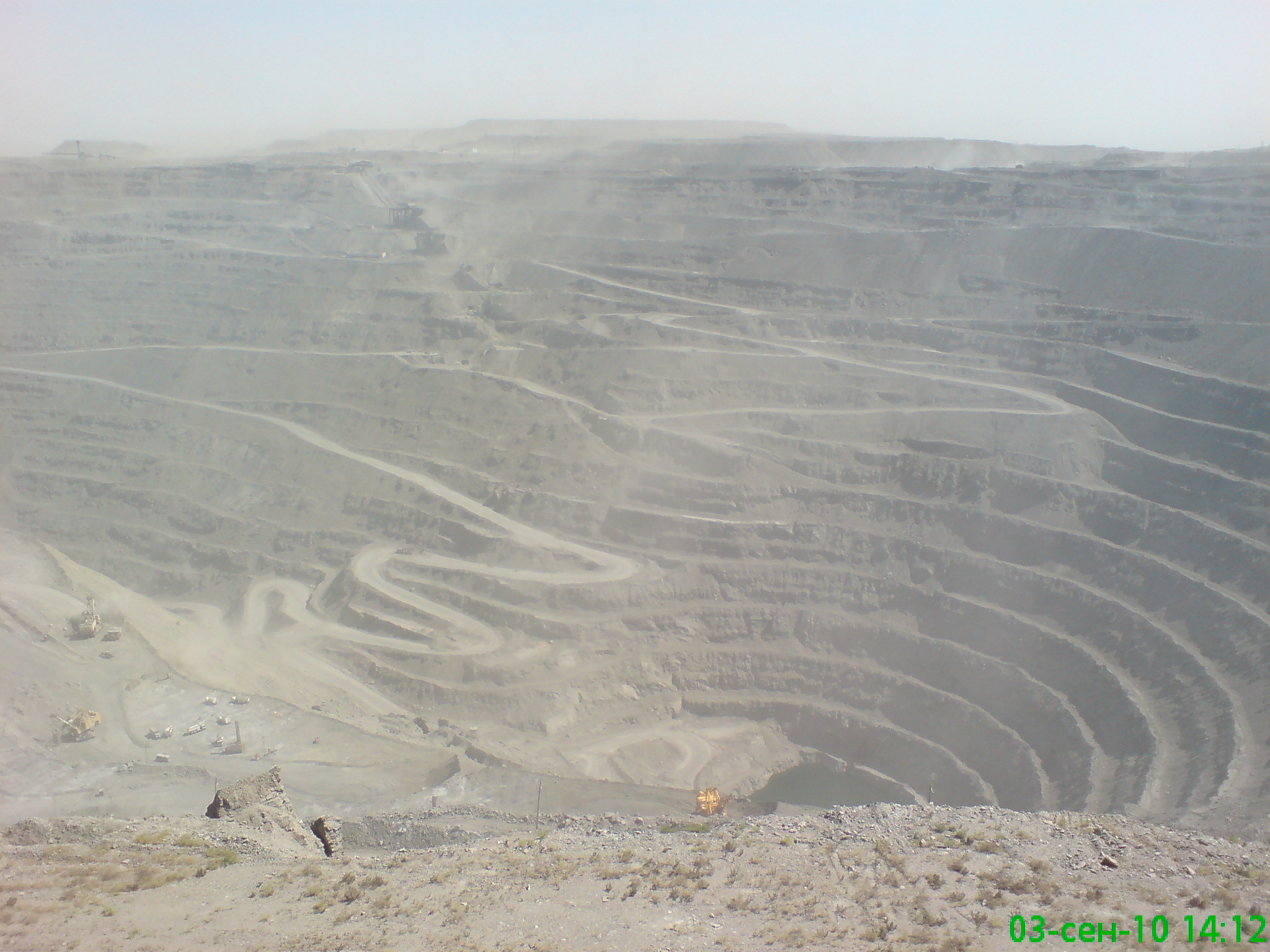
Загальний вигляд кар'єру

Кар'єр Мурунтау – гігантський гірничодобувний майданчик в центральній частині Узбекистану, що здійснює розробку золоторудного родовища Мурунтау. Також відомий як Мурунтау-Мютенбай, оскільки в контур кар’єру вже увійшло й родовище Мютенбай.
Рудник належить до Центрального рудоуправління Навоїйського гірничо-металургійного комбінату (НГМК). Будівництво кар’єру стартувало в 1965-му, в 1967-му провели перші вибухові роботи, а на середину 1969-го припало отримання першого зливка золота з руди, видобутої на Мурунтау.
Станом на 1975 рік з кар’єру вилучили 0,1 млрд м3 гірничої маси, в 2001-му цей показник досягнув 1 млрд м3, а станом на другу половину 2010-х вже складав 1,7 млрд м3, що дозволило отримати 600 млн тонн руди. На сайті НГМК зазначено, що кар’єр при довжині у 5,5 км та ширині 3,4 км вже досягнув глибини у понад 650 метрів, всього ж є плани доведення його глибини до 1050 метрів.
За оцінками, в 2020-му Мурунтау був найбільшим золотобувним майданчиком світу та зміг вилучити біля 62 тонн золота. За 2022-й тут було видобуто біля 53 тонн золота і за цим показником Мурунтау дещо поступався індонезійському руднику Грасберг. 
Станом на початок 2018-го залишкові запаси руди кар’єру Мурунтау-Мютенбай оцінювались у 1837 млн тонн (плюс 37 млн тонн руди для підземної розробки). Що стосується вмісту цільового компоненту, то на сайті НГМК зазначені запаси золота у 4,5 тисячі тонн.
Отримана з кар’єру руда надходить на Гідро-металургійний завод № 2 (ГМЗ-2). Після проведеної в 1989-му модернізації потужність ГМЗ-2 досягнула 18,4 млн тонн на рік, а в 2018-му очікувалась переробка 38 млн тонн. Також існують плани доведення щорічного видобутку до 50 млн тонн руди.